# Echmarcach mac Ragnaill

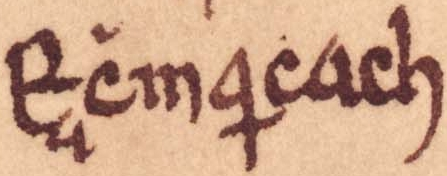
El nom d'Echmarcach apareix al manuscrit els Annals d'Ulster.

Echmarcach mac Ragnaill (mort el 1065) va ser un cabdill nòrdic-gaèlic, Senyor de les Illes i monarca viking del regne de Dublín i gran part de Galloway. Segons Seán Duffy era net o besnet de Ivar de Waterford. Benjamin Hudson, malgrat tot, vincula a Echmarcach com a net de Gofraid mac Arailt de Mann. Ambdues opinions són conjectures, ja que no ha sobreviscut molt de registre històric i, per tant, existeix poca informació.
La vida d'Echmarcach va estar marcada de triomfs i derrotes. El 1036 va aconseguir el tron de Dublín amb ajut de Donnchad mac Briain, rei de Munster, possible germà de Cacht ingen Ragnaill amb qui Echmarcach va casar el 1032; així com Donnchad mac Gilla Pátraic, rei del regne d'Osraige i  Leinster, possible cosí germà. Va ser expulsat per Ivar III Haraldsson (Imar mac Arailt) el 1038, però va recuperar el poder el 1046 quan ja era sobirà absolut de totes les illes de la mar d'Irlanda:  Mann, les Hèbrides i almenys Rhins of Galloway. Echmarcach va tornar a ser expulsat de Dublín el 1052 i de l'Illa de Man el 1061 per Murchad mac Diarmata.

Presumpta descendència de Ragnaill. Pedigree 1 correspon als descendents directes d'Echmarcach. Pedigree 2 correspon a una possible germana (Cacht ingen Ragnaill). Tots dos quadres vinculen als nòrdic-gaèlics amb la dinastia Uí Briain. Els Pedigrees 3 a 5 corresponen a un possible germà (Amlaíb), i dos nebots (Gofraid i Sitric), i probablement d'altres fills o nebots (morts el 1087).

És força probable que Echmarcach sigui Iehmarc, un dels tres reis del nord-oest (un altre era Malcolm II d'Escòcia), qui segons la Crònica anglosaxona era vassall de Canut el Gran, rei viking de Dinamarca i Anglaterra.
Heimskringla esmenta que Echmarcach va devastar Bretland (Gal·les) amb ajut del seu amic i guerrer viking Guttorm Gunnhildsson. Tanmateix, van començar les desavinences pel repartiment del botí i es van encarar a la batalla naval de l'Estret de Menai. Guttorm va guanyar la batalla després de pregar a Olaf II el Sant i Echmarcach presumptivament va morir en combat.